# Завой
Заво́й (болг. Завой) — село в Ямбольській області Болгарії. Входить до складу общини Тунджа.

## Населення
За даними перепису населення 2011 року у селі проживали 1028 осіб.
Національний склад населення села:
| Національність   | Кількість осіб | Відсоток |
| ---------------- | -------------- | -------- |
| болгари          | 630            | 62,1%    |
| цигани           | 282            | 27,8%    |
| турки            | 0              | 0%       |
| інша             | 0              | 0%       |
| не визначились   | 103            | 10,1%    |
| Всього відповіли | 1015           |          |

Розподіл населення за віком у 2011 році:
Динаміка населення: